# 383 aC
El 383 aC va ser un any del calendari romà prejulià. Durant la República Romana i l'Imperi, era conegut com a any del tribunat de Publícola, Capitolí, Rufus, Triciptí, Mamercí i Treboni (o, més rarament, any 371 ab urbe condita o de la fundació de Roma). L'ús del nom «383 aC» per referir-se a aquest any es remunta a l'alta edat mitjana, quan el sistema Anno Domini va ser el mètode de numeració dels anys més comú a Europa.

## Esdeveniments

### Antiga Grècia
- Bardil·lis, un cap o rei dels il·liris, envaeix el regne de Macedònia. Amintes III de Macedònia va demanar ajuda a la Lliga Calcídica, però els calcidis es volien quedar amb una part del territori que havien «alliberat». Amintes va poder recuperar el seu regne gràcies a la intervenció d'Esparta.[2]

### Sicília
- Dionisi el Vell, tirà de Siracusa, va reprendre la guerra contra Cartago. Es van lliurar dues grans batalles, una guanyada per cada bàndol, en llocs desconeguts. A la guanyada per Dionisi el general Magó va morir. A la segona els siracusans van ser derrotats amb fortes pèrdues. La pau que va seguir establia el riu Hàlic com a frontera.[3]

### Antiga Roma
- Aquest any són elegits a Roma sis tribuns amb potestat consular: Luci Valeri Publícola, Aulus Manli Capitolí, Servi Sulpici Rufus, Luci Lucreci Flavus Triciptí, Luci Emili Mamercí i Marc Treboni.[4]
- Lanúvium, una ciutat aliada de Roma, sobtadament va canviar de política i junt amb altres ciutats llatines es va aliar amb els volscs.[5]